# Gabriel Konertz
Johann Gabriel Konertz (* 26. August 1954 in Bonn; † 28. Februar 2017  in Köln) war ein deutscher Ruderer, der für die Bundesrepublik Deutschland antrat. Er gewann 1977 und 1978 die Silbermedaille im Vierer mit Steuermann bei den Ruder-Weltmeisterschaften.
Der 1,92 m große Ruderer von der Bonner Ruder-Gesellschaft belegte zusammen mit Klaus Meyer, Bernhard Foelkel und Wolfgang Horak im Vierer ohne Steuermann den sechsten Platz bei den Weltmeisterschaften 1975. Im Folgejahr gewann er seinen ersten Deutschen Meistertitel zusammen mit Klaus Meyer und Knut Raddatz im Zweier mit Steuermann. Bei den Olympischen Spielen 1976 traten Foelkel, Meyer, Horak und Konertz wie 1975 im Vierer ohne Steuermann an, ab dem Halbfinale ruderte Klaus Roloff für Meyer. Die Crew erreichte trotz des Wechsels das Finale und belegte wie bei den Weltmeisterschaften im Jahr zuvor den sechsten Platz.
1977 gewann Konertz drei deutsche Meistertitel. Im Achter, im Zweier mit Steuermann zusammen mit Klaus Meyer und Helmut Sassenbach und im Vierer mit Steuermann mit Wolfram Thiem, Frank Schütze sowie Meyer und Sassenbach. Der Vierer belegte bei den Weltmeisterschaften 1977 den zweiten Platz hinter dem Boot aus der DDR. 1978 gewann Konertz erneut drei Meistertitel: Im Zweier mit Wolf-Dietrich Oschlies und Helmut Sassenbach, im Vierer mit Oschlies, Schütze, Thiem und Steuermann Dirk Große-Loheide und im Achter. Bei den Weltmeisterschaften 1978 ruderten Konertz, Schütze, Thiem, Oschlies und Sassenbach wie im Vorjahr zur Silbermedaille hinter dem Boot aus der DDR. 1979 gewann Konertz die Meistertitel im Zweier mit Meyer und Sassenbach und im Achter. Der Zweier startete auch bei den Weltmeisterschaften, verpasste dort das A-Finale und trat zum B-Finale nicht mehr an. 1980 gewann Konertz mit dem Achter seinen letzten Meistertitel. 1981 belegte er zusammen mit Wolfram Thiem und Steuermann Manfred Klein noch einmal den siebten Platz bei den Weltmeisterschaften.